# Annona longipes
Annona longipes este o specie de plante angiosperme din genul Annona, familia Annonaceae, descrisă de William Edwin `Ned' Safford. Conform Catalogue of Life specia Annona longipes nu are subspecii cunoscute.